# Namibia
Namibia (лат.) — род суккулентных растений семейства Аизовые (Aizoaceae), подсемейства Ruschioideae, произрастающий на территории Намибии.

## Название
Родовое латинское (научное) название Namibia обусловлено местом произрастания рода на территории Намибии.

## Ботаническое описание
Представители рода — миниатюрные многолетние растения, образующие плотные компактные куртины высотой до 10 см и диаметром до 20 см. Листья расположены супротивно, 4-6 на каждом стебле, при основании срастаются, имеют форму от полуяйцевидной до треугольной, покрыты бархатистым сероватым покровом из шелушащегося воска.
Цветки одиночные, расположены в верхней части стебля, сидячие или на короткой цветоножке, имеют диаметр до 3 см. Цветок раскрывается утром и закрывается вечером (Namibia cinerea остается открытым после утреннего раскрытия). Чашелистиков 5, неодинаковых, мелких. Лепестки расположены в одном ряду, окрашены в розовый цвет, иногда встречаются белые. Тычинки собраны в конус, стаминодии отсутствуют. Нектарник представляет собой зубчатое кольцо. Завязь имеет вогнутую форму сверху с центральным конусом; рыльца (9-)12(-28) имеют шиловидную структуру. Плод — коробочка с (9-)12(-28) гнездами, похожую на плоды рода Delosperma.

## Таксономия
Namibia (Schwantes) Dinter & Schwantes, первое упоминание в Z. Sukkulentenk. 3: 106. (1927).

### Синонимы
- Juttadinteria subgen. Namibia Schwantes
- Namibia Schwantes

### Виды
Согласно данным сайта WFO Plantlist на июнь 2023 года, род состоит из 2 видов:
- Namibia cinerea (Marloth) Dinter & Schwantes typus
- Namibia pomonae (Dinter) Dinter & Schwantes ex Walgate